# Henri de Nicol
Pour les articles homonymes, voir Nicol.
Henri Paul Hippolyte de Nicol (né le 29 juin 1846 à Perpignan, et mort le 28 septembre 1870 à Castillonnès) est un officier de la Marine française du XIXe siècle. Basé sur le navire Minerva de la flotte orientale française, il déserta lorsque le bateau était ancré dans le port de Yokohama, avec son ami Eugène Collache pour rallier d'autres officiers français, menés par Jules Brunet, qui avaient embrassé la cause du Bakufu pendant la guerre de Boshin.
Nicol était un camarade de classe de Collache à l'école navale, où il apprit les bases du japonais.

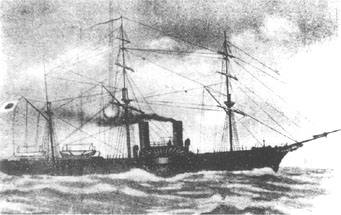
Henri de Nicol participa à la bataille de la baie de Miyako à bord du Kaiten.

Nicol participa à la bataille de la baie de Miyako quand trois navires du Bakufu attaquèrent par surprise les forces impériales. Il se trouvait alors sur le Kaiten avec des compagnons samouraï du Shinsen Gumi. Les autres navires étaient le Banryu et le Takao. Nicol fut choisi pour participer à l'attaque principale sur le Kaiten car il était originaire de Bordeaux, et il connaissait de ce fait plutôt bien les caractéristiques du navire révolutionnaire des forces impériales, le Kotestu, qui avait été construit dans cette même ville.
Pour profiter au maximum de l'effet de surprise, le Kaiten entra dans le port de Miyako avec un drapeau américain, et le Banryu avec un drapeau russe. Ils levèrent le drapeau du Bakufu juste quelques secondes avant d'aborder le Kotestu. Mais l'attaque en question fut repoussée grâce à une mitrailleuse Gatling, qui causa de lourdes pertes aux troupes du Bakufu. Nicol fut gravement blessé à la jambe et au bras.
Les deux navires rebelles prirent la fuite vers leur refuge à Hokkaidō, mais le Takao fut poursuivi et l'équipage le saborda pour ne pas le voir tomber aux mains de l'ennemi.
Après la reddition des forces du Bakufu et la fin du conflit, Nicol rentra en France avec les autres officiers français. Il fut jugé pour trahison mais ne reçut qu'une faible condamnation. Il fut très vite remis en service en tant que simple soldat pour participer à la guerre franco-prussienne de 1870-71, où blessé, il rentra chez ses parents et y mourut à l'âge de 24 ans.